# Setrvačnost
Setrvačnost je vlastnost hmotných těles (těles s hmotností), která se snaží setrvat ve stavu před vnějším fyzikálním působením, tj. v případě, že na těleso nepůsobí žádná vnější síla. Jinými slovy, jedná se o odpor tělesa vůči změně jeho rychlosti. 
V mechanice můžeme setrvačnost popsat jako schopnost tělesa neměnit směr ani rychlost posuvného pohybu vůči inerciální vztažné soustavě. Jsou-li působící síly v rovnováze (tj. vzájemně se ruší) setrvává těleso v původním stavu, tedy v klidu nebo v rovnoměrném přímočarém pohybu. Mírou setrvačnosti je (setrvačná) hmotnost tělesa.
Pojem setrvačnosti lze aplikovat i na otáčivý pohyb těles a jejich rovnoměrné otáčení s konstantním směrem osy otáčení, jsou-li v rovnováze působící síly i jejich momenty. Mírou setrvačnosti je v takovém případě moment setrvačnosti.
Z uvedených principů vyplývají i důsledky pro setrvačnost proudění tekutin a relativní stabilitu jeho vírů.
Příkladem jiného typu setrvačnosti je tepelná setrvačnost. Za setrvačnost můžeme, do určité míry, považovat i průchod proudu (elektron je hmotná částice) vinutím indukčnosti po odpojení/připojení elektrického zdroje. Mnozí sem zařadí i "setrvačnost lidského myšlení".